# Intox (bande dessinée)
Pour les articles homonymes, voir intox.
Intox est une série de bande dessinée imaginée par Gilles Chaillet et dessinée par Olivier Mangin. Elle fait partie de la collection « Bulle noire » des éditions Glénat.

## Synopsis
Bienvenue dans l'univers terrible et dangereux de la télévision !
Au Guatemala, un terrible séisme secoue la région. Un certain Pablo sauve des centaines de vies en anticipant la catastrophe. Charismatique et populaire, il convainc les jeunes des quartiers pauvres d'extraire les survivants des décombres.
Léa Valmont, jeune journaliste de la chaîne télé MV 3000 en reportage à San Juan, interviewe Pablo juste après la catastrophe; son reportage fait exploser tous les scores d'audience en France. Maurin-Villiers, patron de MV 3000, fait venir Pablo en France pour un grand prime-time qui rencontre un succès fou. L'ambition de cet homme peu scrupuleux est de faire de Pablo, même contre son gré, une vedette de show télévisé, entre paillettes, danseuses et caution sociale.
Mais dans l'ombre, un complot de plus grande envergure est en train de se tisser autour de De Saint-Aignan, chef du cabinet du ministre de l'Intérieur, complot dans lequel Pablo ne serait qu'un pion voué à propager un virus terrifiant.

## Albums
- Glénat, collection « Bulle noire » :

1. Le Quatrième Pouvoir, 2003[1].
2. Opération Pablo, 2004.
3. Dérapages, 2006.
4. Contre-enquêtes, 2007[2].
5. La Cavale du fou, 2008.